# Association pour la restauration du Japon
Pour les articles homonymes, voir Nippon ishin no kai.
L'Association pour la restauration du Japon (ARJ) (日本維新の会, Nippon ishin no kai) est un parti politique japonais nationaliste et néo-conservateur fondé en 2010. Il est présidé par Shintarō Ishihara.
Le parti a d'abord été fondé en 2010 sous le nom d'Association pour la restauration d'Osaka et était dirigé par le maire d'Osaka Tōru Hashimoto et le gouverneur d'Osaka Ichirō Matsui. Il devient le 28 septembre 2012 l'Association pour la restauration du Japon.
Le 17 novembre 2012, Hashimoto et l'ancien gouverneur de Tokyo Shintarō Ishihara annoncent la fusion entre l'Association pour la restauration du Japon et le Parti de l'aube, fusion qui, espèrent-ils, leur permettra de devenir la troisième force politique lors des élections législatives japonaises de 2012. Toutefois, les divisions tant stratégiques — concernant une fusion annoncée en 2014 avec le Parti de l'unité — que politiques — au sujet de la réforme de la Constitution pacifiste ou de la sortie du nucléaire — entre Shintarō Ishihara et Tōru Hashimoto se sont accentuées par la suite, aboutissant à une scission annoncée par les deux dirigeants le 28 mai 2014 et officialisée le 31 juillet 2014. Le 21 septembre 2014, ce qui reste de l'ARJ dirigée par Tōru Hashimoto fusionne avec un autre mouvement de l'opposition de droite, le Parti de l'unité, créant ainsi le Parti de la restauration. L'ARJ est officiellement dissoute le lendemain.
L'Association pour la restauration du Japon est le seul grand parti politique dont le siège est localisé à l'extérieur de Tokyo.

## Direction

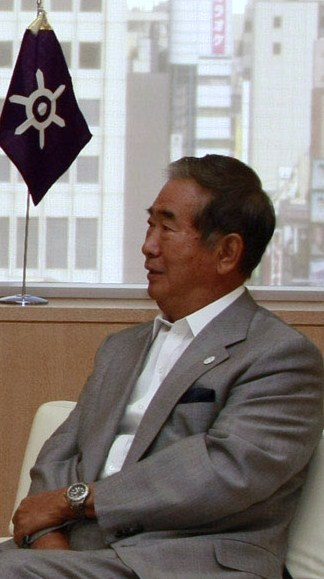
Shintarō Ishihara

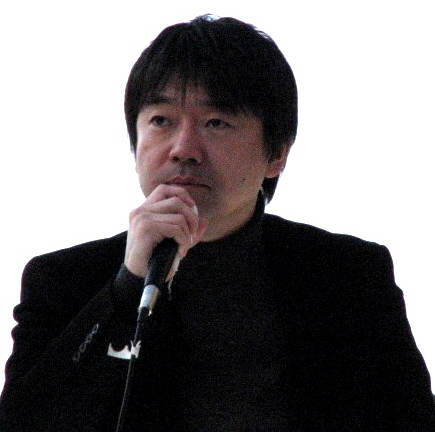
Tōru Hashimoto

Les personnalités issues de l'Association pour la restauration d'Osaka créée en 2010 par Tōru Hashimoto sont mentionnés par le sigle ARO, et celles venues du Parti de l'aube de Shintarō Ishihara et Takeo Hiranuma par PDA, les dissidents récents des partis nationaux par ex-PDJ, ex-PLD ou ex-VP.
Après la fusion avec le Parti de l'aube le 17 novembre 2012, la direction de l'ARJ est ainsi constituée :
- Président : Shintarō Ishihara (PDA, né le 30 septembre 1932, ancien gouverneur de Tokyo de 1999 à 2012)
- Vice-président : Tōru Hashimoto (ARO, né le 29 juin 1969, maire d'Osaka depuis 2011, ancien gouverneur de la préfecture d'Osaka de 2008 à 2011)
- Secrétaire général : Ichirō Matsui (ARO, né le 31 janvier 1964, gouverneur de la préfecture d'Osaka depuis 2011)
- Président du Conseil de recherche politique : Hitoshi Asada (ARO, né le 29 décembre 1950, président de l'Assemblée préfectorale d'Osaka depuis 2011, élu à l'assemblée préfectorale depuis 1999 pour l'arrondissement de Jōtō de la ville d'Osaka)
- Président du Conseil général : Tōru Azuma (ARO, né le 16 septembre 1966, conseiller préfectoral d'Osaka depuis 2007 pour l'arrondissement de Suminoe-ku de la ville d'Osaka)
- Président de la Commission des Affaires de la Diète et chef à la Chambre des représentants : Takeo Hiranuma (PDA, né le 3 août 1939, député pour l'ancien 1er district puis le 3e district de la préfecture d'Okayama depuis 1980)
  - Secrétaire général de la Commission des Affaires de la Diète : Kenta Matsunami (ex-PLD, né le 17 août 1971, député du 10e district de la préfecture d'Osaka puis du Bloc proportionnel de Kinki depuis 2005)
  - Président du Conseil de recherche politique de la Commission des Affaires de la Diète et chef à la Chambre des conseillers : Fumiki Sakurauchi (ex-VP, né le 21 octobre 1965, conseiller à la proportionnelle nationale depuis 2010)
  - Président du Conseil général de la Commission des Affaires de la Diète : Hiroshi Ueno (ex-VP, né le 23 février 1971, conseiller à la proportionnelle nationale depuis 2010)
  - Président des affaires parlementaires de la Commission des Affaires de la Diète : Yorihisa Matsuno (ex-PDJ, né le 19 septembre 1960, député du 1er district de la préfecture de Kumamoto depuis 2000)

## Parlementaires

### ARJ originelle de Hashimoto (septembre-novembre 2012)
À l'origine, il s'agissait d'un parti politique local soutenant l'action du gouverneur de la préfecture d'Osaka, devenu ensuite maire de la ville d'Osaka, Tōru Hashimoto. Celui-ci étant devenu une personnalité politique populaire dans l'ensemble du Japon et prenant régulièrement des positions en matière de politique nationale, l'ARJ est ainsi fondée en 2012 pour essayer d'étendre les principes politiques de Hashimoto à Tōkyō et dans d'autres préfectures.
- Députés (6, dont 4 ex-PDJ et 2 ex-PLD) :
  - Yorihisa Matsuno (né le 19 septembre 1960, 1er district de la préfecture de Kumamoto) : membre fondateur de l'ARJ, ex-PDJ, député depuis 2000 au vote majoritaire (il avait été battu lors de sa première tentative à l'occasion d'une partielle en 1998). Issu d'une dynastie politique, il est le fils de Raizō Matsuno (1917-2006), qui fut ministre à plusieurs reprises : directeur général du Bureau du Premier ministre Nobusuke Kishi de 1958 à 1959, puis ministre du Travail de 1959 à 1965, directeur général de l'Agence de la défense de 1965 à 1966 et finalement ministre de l'Agriculture de l'agriculture en 1966, il a ensuite occupé plusieurs postes dans la direction du PLD dans les années 1970. Le grand-père de Yorihisa Matsuno, Tsuruhei Matsuno, fut pour sa part ministre des chemins de fer en 1940 puis président de la Chambre des conseillers sous les couleurs du PLD de 1956 à 1962. Au sein du PDJ, Yorihisa Matsuno était un proche de l'ancien président du parti et ancien Premier ministre Yukio Hatoyama, il a été ainsi le secrétaire général adjoint de son Cabinet de 2009 à 2010. Mais il a souvent des positions plus conservatrices que ce dernier (il est ainsi opposé à l'octroi du vote aux étrangers résidents pour les élections locales). Il a fait partie des députés démocrates qui ont voté contre le projet de loi de réforme fiscale et de la sécurité sociale du gouvernement de Yoshihiko Noda en 2012.
  - Takashi Ishizeki (né le 18 février 1972, 2e district de la préfecture de Gunma) : membre fondateur de l'ARJ, ex-PDJ, député depuis 2005 (à la proportionnelle de 2005 à 2009 puis au vote majoritaire depuis 2009), il a été conseiller municipal d'Isesaki de 1999 à 2003 puis conseiller préfectoral de 2003 à 2005. Il a critiqué la réforme fiscale et de la sécurité sociale (qui prévoit surtout la hausse impopulaire de la taxe sur la consommation) préparée par les gouvernements de Naoto Kan puis Yoshihiko Noda en 2011 puis 2012, mais ne vote pas contre, étant absent le jour du scrutin. Il était classé à l'aile droite du PDJ, étant plutôt conservateur notamment en matière de société, de conception de la nation japonaise ou de politique étrangère (il faisait ainsi partie de groupes de parlementaires démocrates opposés à l'octroi du vote aux étrangers résidents pour les élections locales ou pour remettre en question les faits historiques généralement retenus sur les femmes de réconfort. Il a de plus été un membre de la faction du Comité du renouveau ou Isshinkai rassemblant essentiellement au sein du PDJ des jeunes élus soutenant Ichirō Ozawa, il n'a toutefois pas suivi ce dernier dans le nouveau parti qu'il a créé en 2012.
  - Kenta Matsunami (né le 17 août 1971, Bloc proportionnel de Kinki, implanté dans le 10e district de la préfecture d'Osaka) : membre fondateur de l'ARJ, ex-PLD (en son sein, il fut membre jusqu'au 19 mai 2010 de la faction du Shisuikai ou faction Ibuki, l'une des plus conservatrices, voire traditionalistes, et nationalistes), député de 2002 à 2003 et depuis 2005, au vote majoritaire de 2002 à 2003 et de 2005 à 2009 et à la proportionnelle à partir de 2009, il a été secrétaire parlementaire auprès du ministre de la Santé, du Travail et des Affaires sociales Yōichi Masuzoe de 2007 à 2008, puis secrétaire parlementaire auprès du Bureau du Cabinet de 2008 à 2009. Avant son entrée en politique, il a été journaliste au Sankei Shimbun. Il démissionne du PLD le 11 septembre 2012 dans l'optique de rejoindre Tōru Hashimoto et son nouveau parti en construction.
  - Takashi Tanihata (né le 10 janvier 1947, Bloc proportionnel de Kinki, implanté dans le 14e district de la préfecture d'Osaka) : rejoint l'ARJ à la fin du mois de septembre 2012, ex-PLD (en son sein, il était membre de la faction du Sheiwakai ou faction Machimura, la plus importante du parti qui défend généralement des positions libérales et réformatrices sur le plan économique et de la gestion du parti). Il a été élu à la Chambre des conseillers au vote unique non transférable pour la préfecture d'Osaka de 1989 à 1995, il est député depuis 1996, à la proportionnelle de 1996 à 2000 et après 2009 et au vote majoritaire de 2000 à 2009.
  - Masato Imai (né le 21 février 1962, Bloc proportionnel de Tōkai, implanté dans le 4e district de la préfecture de Gifu) : rejoint l'ARJ le 5 octobre 2012, ex-PDJ. Au sein de ce dernier, c'était un proche de Kazuhiro Haraguchi et de Shinji Tarutoko, des figures de la jeune garde alliés à Ichirō Ozawa, il a néanmoins voté pour la réforme fiscale et de la sécurité sociale (et donc pour la hausse de la taxe sur la consommation). Il a été élu pour la première fois en 2009. C'est un ancien banquier.
  - Sakihito Ozawa (né le 31 mai 1954, 1er district de la préfecture de Yamanashi) : rejoint l'ARJ le 14 novembre 2012, ex-PDJ au sein duquel il était l'un des plus anciens et des plus importants lieutenants de Yukio Hatoyama. Député depuis 1993, il a été élu au vote proportionnel de 1996 à 2000 puis l'est au vote majoritaire. Spécialiste des questions environnementales, il est plusieurs fois président de la Commission de la Chambre des représentants chargé de ces questions (de 2004 à 2005 et de 2010 à 2011) puis il est ministre de l'Environnement dans le Cabinet Hatoyama et au début de celui de Naoto Kan de 2009 à 2010. Il avait créé en 2010 une faction chargée de permettre le rapprochement entre Yukio Hatoyama et Ichirō Ozawa. Il s'est abstenu lors de vote de la réforme fiscale et de la sécurité sociale, puis a quitté le PDJ après l'annonce de la dissolution de la Chambre des représentants par le Premier ministre Yoshihiko Noda.
- Conseillers (4, dont 1 ex-PDJ et 3 issus de Votre Parti) :
  - Masashi Mito (né le 28 juillet 1962, préfecture de Kanagawa, siège renouvelable en 2013) : membre fondateur de l'ARJ, ex-PDJ qu'il a quitté le 11 septembre 2012 en même temps que les députés Yorihisa Matsuno et Takashi Ishizeki. Il a été élu pour la première fois à la Chambre des conseillers en 2007, et a été auparavant un membre de l'assemblée préfectorale de Kanagawa de 1995 à 2007. Il avait été le secrétaire de deux députés du Parti démocrate socialiste (PDS, ancien mouvement de centre-gauche et socialiste démocratique, également anti-communiste et fermement pro-américain) dans les années 1980 : Ikkō Kasuga (ancien 1er district d'Aichi) de 1986 à 1989 puis Keishū Tanaka (ancien 4e district de Kanagawa, il a rejoint ensuite le PDJ en 1998 dont il est devenu l'un des poids lourds, a été de manière éphémère ministre de la Justice en octobre 2012) de 1989 à 1990. Il a voté contre la réforme fiscale et de la sécurité sociale en 2012. Il est membre de la fédération des parlementaires critiques à l'égard du vote des étrangers résidents aux élections locales.
  - Shinji Oguma (né le 16 juin 1968, proportionnelle nationale, implanté dans la préfecture de Fukushima, siège renouvelé en 2016) : membre fondateur de l'ARJ, ex-membre de Votre Parti, mouvement néo-libéral et réformateur créé en 2009 par des dissidents du PLD, emmenés par l'ancien ministre de Koizumi Yoshimi Watanabe, voulant continuer les et amplifier les réformes structurelles de Jun'ichirō Koizumi, notamment la lutte contre la « bureaucratie » de l'État central. Shinji Oguma a lui-même été secrétaire de deux députés libéraux-démocrates dans les années 1990 : Shōkei Arai (ancien 2e district de Tokyo) de 1992 à 1993 puis Fumiaki Saitō (ancien 2e district de Fukushima) de 1993 à 1999. Il est ensuite conseiller municipal d'Aizuwakamatsu de 1999 à 2003 puis membre de l'assemblée préfectorale de Fukushima de 2003 à 2009, sous les couleurs du PLD. Il rejoint Votre Parti en juin 2009, et est candidat aux élections législatives de 2009 dans le 4e district de Fukushima contre le vétéran et poids lourd du PDJ, ainsi que forte personnalité dans la préfecture, Kōzō Watanabe : ce dernier est réélu, mais Oguma obtient alors tout de même 23,1 % des suffrages exprimés et talonne le candidat libéral-démocrate et sortant du scrutin à la proportionnelle Atsushi Watanabe. Il devient finalement parlementaire en étant élu par le scrutin à proportionnelle nationale à la Chambre des conseillers le 11 juillet 2010.
  - Hiroshi Ueno (né le 23 février 1971, proportionnelle nationale, siège renouvelé en 2016) : membre fondateur de l'ARJ, ex-membre lui aussi de Votre Parti. Ancien fonctionnaire du ministre de l'Économie, du Commerce et de l'Industrie, il est entré en politique en 2010 pour se faire élire à la Chambre des conseillers.
  - Fumiki Sakurauchi (né le 21 octobre 1965, proportionnelle nationale, implanté dans la préfecture d'Ehime) : membre fondateur de l'ARJ, autre ex-membre de Votre Parti. Il est né Fumiki Tanioka, mais a adopté le nom de famille de son épouse, Tomoko Sakurauchi, plus prestigieux : le grand-père de cette dernière était ainsi Yoshio Sakurauchi (1912-2003), député de la préfecture de Shimane de 1952 à 2000, membre fondateur du PLD en 1955 dont il est le secrétaire général (et donc le numéro 2) de 1979 à 1981, plusieurs fois ministre (de l'Agriculture de 1972 à 1973, de la Construction et du Territoire national de 1977 à 1978 et enfin des Affaires étrangères de 1981 à 1982) et finalement président de la Chambre des représentants de 1979 à 1981 ; l'arrière-grand-père de Tomoko Sakurauchi, Yukio Sakurauchi, a été pour sa part ministre du Commerce et de l'Industrie en 1931, de l'Agriculture en 1939 et du Trésor en 1940, puis membre du Conseil privé impérial après la défaite de la Seconde Guerre mondiale de 1945 à 1946 ; elle est apparentée aussi à Kiyoko Mine, épouse de Yasuo Fukuda (Premier ministre de 2007 à 2008), et à Seiichi Ōta, ministre de l'Agriculture en 2007. Docteur en sciences économiques et en administration de l'Université de Malaya, Fumiki Sakurauchi a été haut fonctionnaire au ministère du Trésor puis des Finances de 1988 à 2002 avant de devenir professeur assistant en sciences économiques à l'université de Niigata de 2002 à 2007. Il est candidat pour la première fois aux élections législatives du 30 août 2009 comme indépendant, mais avec le soutien de Votre Parti (qu'il rejoint peu de temps après) dans le 4e district d'Ehime : il obtient 24,2 % des suffrages exprimés et le troisième score, arrivant derrière le sortant (réélu) libéral-démocrate Kōichi Yamamoto (en place depuis 1993) et le démocrate Hideyuki Takahashi. Il devient finalement parlementaire en 2010 en tant qu'élu de la chambre haute sous les couleurs de Votre Parti. Il a depuis soutenu trois propositions de loi : une pour l'installation d'un système de santé minimum (prévoyant un service d'urgences médicales et un système plus flexible de déploiement et de recrutement des médecins dans les régions), un sur la règlementation des partis (envisageant surtout plus de transparence dans la gestion financière et la prise de décision interne, mais aussi de rendre obligatoire un système de primaires pour désigner les candidats) et un dernier sur la réforme de la gestion des comptes publics (centré sur un renforcement de l'autorité du Cabinet au détriment des hauts fonctionnaires dans l'élaboration du budget et sur une plus grande publicité de la gestion des comptes publics).

### Figures provenant du Parti de l'aube d'Ishihara (novembre 2012)

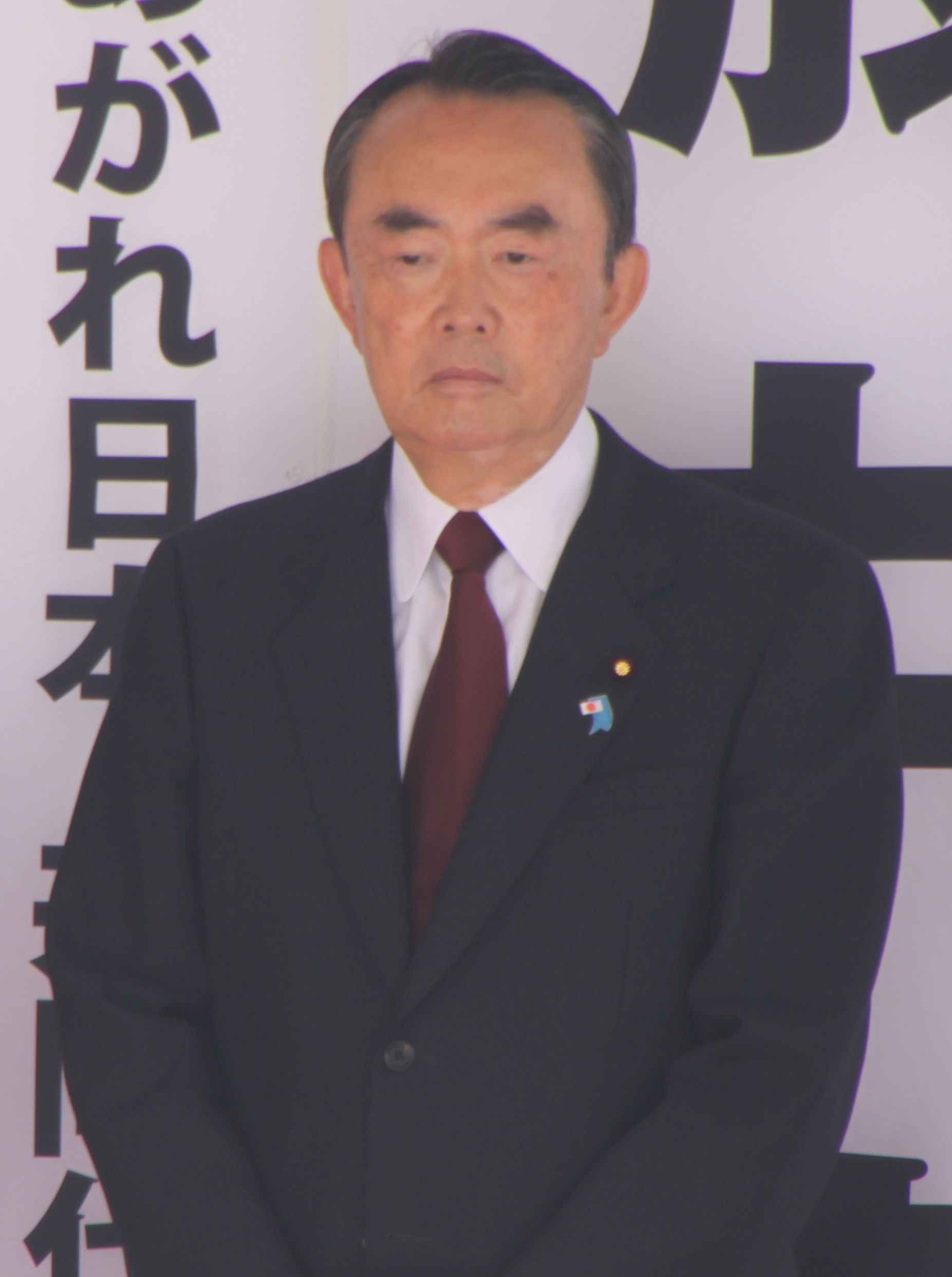
Takeo Hiranuma

Le Parti de l'aube (PDA), coprésidé par Shintarō Ishihara (gouverneur de Tokyo de 1999 à sa démission pour pouvoir revenir sur le devant de la scène nationale en octobre 2012) et Takeo Hiranuma, est le nom pris à partir du 13 novembre 2012 par l'ancien Parti de l'aube, lui-même créé le 10 avril 2010 par des dissidents de plus ou moins longue date du PLD. Contrairement à la plupart des parlementaires ayant rejoint auparavant l'ARJ, ils défendent pour la plupart des positions nationalistes et conservatrices voire traditionalistes, sont plus âgés, ont déjà une relativement longue expérience politique et viennent surtout de circonscriptions rurales. En novembre 2012, il y avait 5 parlementaires du PDA, dont :
- Députés (2) :
  - Takeo Hiranuma (né le 3 août 1939, 3e district de la préfecture d'Okayama) : arrière-petit-neveu biologique par sa mère et fils adoptif de l'ancien Premier ministre d'avant-guerre Hiranuma Kiichirō, il est député pour une circonscription de la préfecture d'Okayama depuis 1980. Il fut membre du PLD jusqu'en 2005, ministre des Transports de 1995 à 1996 mais surtout du Commerce extérieur et de l'Industrie (rebaptisé en 2001 ministre de l'Économie, du Commerce et de l'Industrie) de 2000 à 2003. Il a fait partie des « rebelles postaux » s'étant opposé au projet de privatisation de la poste de Jun'ichirō Koizumi : cela lui a valu d'être limogé du gouvernement en 2003 et de se voir refusé l'investiture du PLD aux élections législatives de 2005. Malgré cela, il a été réélu en tant qu'indépendant. Il est connu pour ses positions conservatrices, nationalistes, voire xénophobes. Il organise ainsi le 1er février 2006 une réunion avec 40 parlementaires contre le projet de loi de réforme de la succession japonaise qui prévoit à l'époque d'ouvrir celle-ci aux femmes, et déclare alors craindre que, si la réforme est mise en place et que donc la princesse Aiko devienne un jour impératrice, elle épouse plus tard un étranger « aux yeux bleus »[3]. Le 17 janvier 2010, à la suite de l'appel lancé en novembre 2009 par la conseillère démocrate Renhō, d'origine taïwanaise par son père, de réduire les fonds gouvernementaux investis dans l'élaboration d'un super-ordinateur, il l'accuse de ne pas assez défendre les intérêts du Japon et dit d'elle : « Je ne veux pas dire, mais elle n'est pas Japonaise à l'origine. Elle a été naturalisée, puis elle est devenue parlementaire »[4]. Il avait fondé, après les élections législatives du 30 août 2009, un groupe parlementaire baptisé « Comité pour le Bien-être des Citoyens et la Raison d'état » et réunissant des députés indépendants d'opposition au PDJ et au PLD. Coprésident du Parti de l'aube avec Kaoru Yosano de sa création en 2010 jusqu'à la défection de Yosano pour la majorité dominée par le PDJ en janvier 2011, il prend ensuite seul la tête de ce petit parti jusqu'à être rejoint par Shintarō Ishihara. Une fois passé à l'ARJ, il prend la présidence de la commission des affaires de la Diète de ce parti.
  - Hiroyuki Sonoda (né le 19 février 1942, 4e district de préfecture de Kumamoto) : député pour une circonscription de la préfecture de Kumamoto depuis 1986, il est successivement membre du PLD et de la faction Seiwakai (ex-faction Fukuda et Abe, conservatrice libérale et réformatrice) de 1986 à 1993, du Nouveau Parti pionnier (centre réformiste) de 1993 à 1998, des non inscrits de 1998 à 1999 et de nouveau du PLD, mais cette fois-ci en son sein du Kōchikai ou faction Koga (conservatisme modéré et recherche de la cohésion entre les factions), de 1999 à 2010. Il a soutenu la politique réformiste libérale de Jun'ichirō Koizumi et tout particulièrement la privatisation de la poste. Nommé secrétaire général adjoint du parti en 2009, il quitte le mouvement en même temps que Kaoru Yosano, et pour les mêmes raisons (par opposition au président de ce parti à l'époque, Sadakazu Tanigaki, qu'ils ne jugent pas assez offensif dans ses attaques contre la nouvelle majorité et notamment de ne pas assez jouer sur les scandales financiers qui touchent alors le Premier ministre Yukio Hatoyama et le secrétaire général du PDJ Ichirō Ozawa), le 7 avril 2010. Il est le secrétaire général (et donc numéro 3 jusqu'en 2011 puis numéro 2) du PDA durant toute son existence de 2010 à 2012.
- Conseillers (3) :
  - Takao Fujii (né le 14 mars 1943, préfecture de Gifu, siège renouvelable en 2013) : homme politique de deuxième génération (son père, Heigo Fujii, fut lui aussi élu à la chambre haute), il est conseiller pour la préfecture de Gifu de 1981 à 1993 et depuis 2007 et ancien député de 1993 à 2005, il est membre du PLD de 1981 à 2005 et de 2006 à 2010 ainsi que du Heiseikai (ex-faction Takeshita, Obuchi, Hashimoto, Tsushima et actuel groupe Nukaga, conservatrice libérale traditionnellement favorable à une diplomatie régionale asiatique active, notamment avec la Chine, et pour une certaine dose d'injections de fonds publics dans l'économie, surtout par le biais des travaux publics). Il a été ministre des Transports de 1997 à 1998 et président de la commission de la Discipline de la Chambre des conseillers de 2007 à 2010. Il a fait partie des « rebelles postaux » en 2005 et pour cela n'a pas été investi par le PLD et battu par un candidat pro-Koizumi et pro-réformes aux élections législatives de cette année. Il est toutefois revenu au sein du parti majoritaire après le départ de Koizumi en 2006 et a été réélu parlementaire, à la chambre haute cette fois, en 2007. Il a à nouveau démissionné du PLD le lendemain du départ de Kaoru Yosano et Hiroyuki Sonoda, le 8 avril 2010. Il est ensuite le président du groupe du Parti de l'aube (puis du parti de l'aube) de sa création en 2010 à sa disparition en 2012.
  - Toranosuke Katayama (né le 2 août 2005, proportionnelle nationale, implanté dans la préfecture d'Okayama, siège renouvelable en 2016) : il est annoncé le 19 mai 2010 comme candidat pour les élections à la chambre haute sous les couleurs du Parti de l'aube[5] et confirmé le 28 mai. Il est le seul candidat de ce parti finalement élu, à la proportionnelle nationale, le 11 juillet 2010. Il fut auparavant une première fois membre de la Chambre des conseillers pour la préfecture d'Okayama de 1989 à 2007 sous les couleurs du PLD et du Heiseikai. Il est un des quelques membres de cette dernière faction à avoir soutenu Jun'ichirō Koizumi dont il a été le ministre de la Gestion publique, des Affaires intérieures, des Postes et Télécommunications jusqu'en 2003. Il a ainsi été l'un des premiers artisans de la privatisation postale. Il est battu en 2007 au vote unique non transférable par la candidate démocrate Yumiko Himei. Il est le secrétaire général du Parti de l'aube (puis du parti de l'aube) à la Chambre des conseillers de juillet 2010 à la disparition du parti dans l'ARJ en novembre 2012.
  - Kyōko Nakayama (née le 26 janvier 1940, proportionnelle nationale, siège renouvelable en 2013) : issue du PLD et épouse de l'une des figures de ce parti, Nariaki Nakayama (ancien député de 1986 à 2009 et ministre de l'Éducation de Jun'ichirō Koizumi de 2004 à 2005, il est connu pour ses positions nationalistes voire révisionnistes ou négationnistes : il considère le massacre de Nankin comme une « pure fabrication » et a milité pour retirer des manuels scolaires du collège toute référence aux femmes de réconfort ou pour revenir sur la déclaration Kōno; faite le 4 août 1993 par le Secrétaire général du Cabinet de l'époque et futur président du PLD Yōhei Kōno, et considéré comme la reconnaissance officielle par l'État japonais, avec l'expression d'excuse, des crimes sexuels du Japon pendant la guerre)[6]. Comme lui, elle était membre de la Seiwakai (ex-faction Fukuda, Mori, Koizumi, Abe puis Machimura, connue pour ses positions réformatrices sur le plan économique et administratif mais aussi de la gestion du parti, mais aussi pour avoir une diplomatie plus active, ferme sur les questions territoriales ou des enlèvements et nettement pro-américaine, elle est devenue le principal groupe de pression du parti dans les années 2000 après des années de rivalité avec l’Heiseikai) au sein du PLD jusqu'à son départ de ce dernier le 21 juin 2010 pour rejoindre Tachiagare Nippon. Conseillère, elle a été élue pour la première fois en 2007 à la proportionnelle nationale, et son siège n'est donc pas remis en jeu au scrutin de 2010. Elle a été conseillère des Premiers ministres Jun'ichirō Koizumi, Shinzō Abe puis Yasuo Fukuda pour la question des enlèvements de Japonais par la Corée du Nord de 2002 à 2004 et de 2006 à 2008, puis ministre d'État chargée de cette question ainsi que de la population et de l'égalité des sexes d'août à septembre 2008. Elle défend une politique stricte et de sanctions à l'égard de la Corée du Nord.

### Figures ralliées après la fusion avec le PDA (novembre-décembre 2012)
- Députés (3 ex-PDJ) :
  - Naoto Sakaguchi (né le 12 juin 1963, 2e district de la préfecture de Wakayama) : rejoint le parti le 19 novembre 2012, ex-PDJ qu'il a quitté le même jour, en réaction de la dissolution de la Chambre des représentants le 16 novembre précédent et la convocation d'élections législatives pour le 16 décembre suivant. Il a été élu pour la première fois en 2009, défaisant à cette occasion le vice-ministre des Finances et député sortant libéral-démocrate Masatoshi Ishida, après avoir été le candidat malheureux du PDJ dans le 17e district de Kanagawa en 2003 et 2005, étant à chaque fois battu par l'ancien président du PLD et à cette époque président de la Chambre des représentants Yōhei Kōno. Il tente également d'avoir un siège à la Chambre des conseillers en 2007, au vote unique non transférable (en vérité, au scrutin uninominal majoritaire à un tour, un seul siège étant à pourvoir) dans la préfecture de Wakayama, mais est là aussi battu par le sortant libéral-démocrate Hiroshige Sekō. Avant son entrée en politique, il a été un militant humanitaire, volontaire engagé dans des missions des Nations unies notamment au Cambodge, au Mozambique ou en Bosnie-Herzégovine dans les années 1990, avant de diriger une ONG à partir de 2000.
  - Hiroshi Kawaguchi (né le 13 février 1955, Bloc proportionnel du Nord Kantō, candidat en 2012 pour le 13e district de Tokyo) : rejoint l'ARJ le 21 novembre 2012, ex-PDJ qu'il a quitté deux jours plus tôt. Il a été élu à la Chambre des représentants pour la première fois en 2009, après avoir été un membre de l'Assemblée préfectorale d'Ibaraki pour représenter sa ville natale de Toride de 2002 à 2009. Il était auparavant chirurgien-dentiste. Opposant à Naoto Kan puis à Yoshihiko Noda, il soutient ainsi, sans en être un véritable partisan, un renforcement du poids au sein du PDJ d'Ichirō Ozawa. Il était plus proche encore de Yukio Hatoyama, ou plus précisément de l'un de ses lieutenants, Hirofumi Hirano. Il a toutefois voté pour la réforme fiscale et de la sécurité sociale.
  - Hirosato Nakatsugawa (né le 12 avril 1949, Bloc proportionnel de Tōkyō) : rejoint le parti le 21 novembre 2012, ex-PDJ, il en a démissionné le 18 juillet 2012 à la suite du vote par la Chambre des représentants de la réforme fiscale et de la sécurité sociale (contre laquelle il a voté). Il a d'abord participé à la création du « groupe des indépendants pour la réforme », un groupe parlementaire composé par des députés sans étiquettes, en fait tous des dissidents du PDJ. Membre du parti réformiste et libéral d'opposition au PLD dans les années 1990, le Shinshintō, il est d'abord conseiller de l'assemblée de l'arrondissement d'Edogawa à Tokyo puis candidat malheureux à la députation en 1996 dans le 5e district de la préfecture de Chiba. Il rejoint peu après le PDJ récemment formé, et est candidat sous ses couleurs aux élections législatives de 2000, 2003 et 2005 dans le 16e district de Tokyo : battu à chaque fois (par l'indépendant Yoshio Udagawa en 2000 puis par l'ancien ministre de l'Agriculture et de l'Éducation libéral-démocrate Yoshinobu Shimamura), mais est élu en 2000 et 2003 à la proportionnelle. Il n'est reconduit à aucun mode de scrutin en 2005, mais retrouve son siège de député en se présentant cette fois uniquement à la proportionnelle en 2009. Il est issu de l'aile droite et nationaliste du PDJ avant son départ, étant partisan par exemple des visites d'homme politique au sanctuaire de Yasukuni, est partisan d'une politique de fermeté à l'égard de la Corée du Nord (il a été président de la commission spéciale chargée de la question des enlèvements), est plutôt critique à l'égard de la république populaire de Chine et fait partie des députés « pro-Taïwan » (il est notamment un admirateur déclaré de Lee Teng-hui). Il a pris, autrement, publiquement position pour plus de régulation des banques de prêts afin surtout de favoriser les conditions de crédit des petites et moyennes entreprises.

### À la suite des élections législatives de 2012
L'ARJ n'a pas réussi à obtenir d'accord formel électoral avec le Parti de tous, et les deux mouvements s'affrontent dans de nombreuses circonscriptions et dans chaque bloc législatif à la proportionnelle. Il présente 172 candidats (dont 12 femmes), à savoir 151 aux deux modes de scrutin et 21 uniquement à la proportionnelle (dont Shintarō Ishihara, placé en tête de la liste à Tokyo). Deux sortants, les deux derniers ralliés Hiroshi Kawaguchi et Hirosato Nakatsugawa, sont les deux seuls sortants battus, tandis que le parti fait élire au total 54 députés, ce qui en fait la troisième force politique de la Diète (quatre conseillers ayant été élus, ils abandonnent leurs sièges à la chambre haute : pour trois d'entre eux, élus en 2010 dans la circonscription nationale, ils sont remplacés par leurs suivants de liste qui rejoignent Votre Parti et le quatrième, élu en 2007 dans une préfecture, son siège reste vacant jusqu'à l'organisation d'une partielle ou le prochain renouvellement en 2013, ce qui fait que l'ARJ n'a plus au lendemain des législatives que 3 conseillers).
Il obtient le troisième meilleur score au scrutin uninominal majoritaire à un tour (6 942 353 voix, 11,64 % des suffrages exprimés), derrière le PLD et le PDJ, gagnant 14 circonscriptions (4 pour des sortants réélus et 10 nouveaux) :
- surtout 12 des 19 districts de la préfecture d'Osaka, gagnées par :
  - deux sortants élus en 2009 à la proportionnelle :
    - Kenta Matsunami (10e) et
    - Takashi Tanihata (14e).

  - les dix autres sont des nouveaux venus à la Diète :
    - Hidetaka Inōe (1er, 41 ans, conseiller municipal d'Osaka de 2003 à 2012),
    - Masatoshi Murakami (4e, 29 ans, diplomate),
    - Tomohiko Kinoshita (8e, 43 ans, cadre de Mitsui & Co),
    - Yasushi Adachi (9e, 47 ans, fonctionnaire du METI),
    - Nobuhisa Itō (11e, 48 ans, médecin),
    - Kōichi Nishino (13e, 43 ans, ancien conseiller préfectoral d'Osaka de 2006 à 2012),
    - Yasuto Urano (15e, 39 ans, ancien conseiller préfectoral d'Osaka de 2002 à 2012),
    - Nobuyuki Baba (17e, 47 ans, ancien conseiller municipal de Sakai de 1993 à 2012),
    - Takashi Endō (18e, 44 ans, chef d'entreprise) et
    - Hodaka Maruyama (19e, 28 ans, diplômé de l'Institut Matsushita, ancien fonctionnaire de la NISA de 2006 à 2009).
- Takeo Hiranuma est réélu dans son 3e district de la préfecture d'Okayama.
- Hiroyuki Sonoda est réélu dans son 4e district de la préfecture de Kumamoto.

Mais il obtient avant tout un certain succès à la proportionnelle, y obtenant le deuxième meilleur score (12 262 228 voix et 20,38 % des suffrages) pour 40 élus (5 sortants, 4 conseillers, 5 anciens députés, 25 nouveaux), derrière le PLD mais devant le PDJ. Il devance ce dernier dans neuf des onze blocs (tous sauf Hokkaidō et le Tōhoku), et arrive en tête dans celui de Kinki :
- 10 élus sur 29 dans le Kinki (1 sortant, 1 ancien et 8 nouveaux) :
  - Hideo Higashikokubaru (55 ans, candidat uniquement à la proportionnelle, ancien gouverneur de la préfecture de Miyazaki de 2007 à 2011, candidat malheureux contre Shintarō Ishihara au poste de gouverneur de Tokyo en 2011, ancien humoriste, acteur et animateur de télévision sous le nom de Sonomanma Higashi),
  - Shingo Nishimura (64 ans, candidat uniquement à la proportionnelle, ancien député de 1993 à 2009, implanté dans le 17e district d'Osaka, membre successivement du PDS, du Shinshintō, du Parti libéral, du PDJ et du Club Kaikaku, défenseur du film La Vérité sur Nankin),
  - Naoto Sakaguchi (sortant ex-PDJ élu depuis 2009, a perdu le 2e district de la préfecture de Wakayama au profit d'un PLD),
  - Kē Miki (46 ans, était également candidate au vote majoritaire dans le 5e district de la préfecture de Hyōgo, candidate malheureuse sous les couleurs du Parti de l'aube du Japon aux élections à la Chambre des conseillers de 2010 dans la circonscription nationale, ancienne conseillère municipale de Sanda de 2004 à 2010),
  - Hiroshi Miyake (62 ans, candidat uniquement à la proportionnelle, proche de Takeo Hiranuma et ancien du Parti de l'aube, candidat malheureux comme indépendant de l'« équipe Hiranuma » en 2009 dans le 14e district de la préfecture d'Osaka, ancien conseiller municipal de Yao de 1999 à 2009),
  - Sayuri Uenishi (29 ans, employée d'assurance puis de salon de beauté, également candidate dans le 7e district d'Osaka),
  - Yuka Nishine (37 ans, ancienne pharmacienne et avocate, également candidate dans le 2e district d'Osaka),
  - Hiroki Iwanaga (39 ans, chef d'entreprise en relations publiques, ancien fonctionnaire du ministère de l'Agriculture, également candidat dans le 4e district de la préfecture de Shiga),
  - Hideto Shinpara (50 ans, également candidat dans le 3e district de Hyōgo, ancien du PLD, ancien conseiller municipal de Kobe de 2003 à 2007, ancien conseiller préfectoral de Hyōgo de 2007 à 2012) et
  - Mio Sugita (45 ans, également candidate dans le 6e district de Hyōgo, ancienne employée municipale de Nishinomiya).
- 5 élus sur 22 dans le sud-Kantō (1 sortant, 4 nouveaux) :
  - Sakihito Ozawa (sortant ex-PDJ depuis 1993, battu dans son 1er district de la préfecture de Yamanashi),
  - Manabu Matsuda (55 ans, candidat malheureux du Parti de l'aube du Japon aux élections à la Chambre des conseillers de 2010 dans la préfecture de Kanagawa, ancien fonctionnaire du ministère des Finances),
  - Takashi Tanuma (37 ans, également candidat dans le 1er district de la préfecture de Chiba, ancien conseiller municipal de Chiba de 2009 à 2012),
  - Yuzuru Nishida (37 ans, ex-PLD, également candidat dans le 9e district de Chiba, ancien conseiller préfectoral de Chiba de 2007 à 2010, candidat malheureux à la mairie de Yachiyo en 2010) et
  - Tamotsu Shiiki (46 ans, également candidat dans le 13e district de Chiba, ancien professeur de lycée et employé de la ville de Kashima).
- 4 élus sur 20 dans le nord-Kantō (1 sortant, 1 ex-conseiller, 2 nouveaux) :
  - Hiroshi Ueno (jusque-là conseiller pour la proportionnelle nationale, est remplacé à la chambre haute par son suivant de liste de 2010 qui est donc membre de Votre Parti, également candidat dans le 1er district de la préfecture de Gunma),
  - Takashi Ishizeki (sortant ex-PDJ depuis 2005, battu dans son 2e district de Gunma),
  - Yoshihiro Suzuki (50 ans, ex-PLD, également candidat dans le 14e district de Saitama, ancien assistant parlementaire du conseiller libéral-démocrate de la préfecture de Saitama Yoshihiko Tsuchiya de 1985 à 1988 puis cadre du groupe industriel Sanei, ancien conseiller préfectoral de Saitama de 1999 à 2012) et
  - Yūnosuke Sakamoto (57 ans, également candidat dans le 10e district de Saitama, ancien conseiller municipal de Higashimatsuyama de 1987 à 1994 puis maire de Higashimatsuyama de 1994 à 2010).
- 4 élus sur 21 dans le Tōkai (1 sortant, 1 ex-conseiller, 2 nouveaux) :
  - Takao Fujii (jusque-là conseiller pour la préfecture de Gifu, son siège reste vacant jusqu'à l'organisation d'une partielle, uniquement candidat à la proportionnelle),
  - Masato Imai (sortant ex-PDJ depuis 2009, battu dans le 4e district de la préfecture de Gifu),
  - Kazuhiko Shigetoku (42 ans, également candidat dans le 12e district de la préfecture d'Aichi, candidat malheureux avec l'investiture du PLD à l'élection du gouverneur de la préfecture d'Aichi en 2011, ancien fonctionnaire du ministère des Affaires intérieures) et
  - Nozomu Suzuki (63 ans, également candidat dans le 3e district de la préfecture de Shizuoka, ancien maire d'Iwata de 1998 à 2009).
- 4 élus sur 21 à Kyūshū (1 sortant, 1 ex-député, 2 nouveaux) :
  - Yorihisa Matsuno (sortant ex-PDJ depuis 2000, battu dans son 1er district de la préfecture de Kumamoto),
  - Masami Kawano (51 ans, ancien du Parti de l'aube, également candidat dans le 4e district de la préfecture de Fukuoka, psychiatre),
  - Nariaki Nakayama (69 ans, issu du Parti de l'aube, également candidat dans le 1er district de la préfecture de Miyazaki, ancien député de 1986 à 2009, ancien ministre de l'Éducation de 2004 à 2005, époux de la conseillère Kyōko Nakayama) et
  - Tsuyoshi Yamanōshi (31 ans, également candidat dans le 1er district de la préfecture de Kagoshima, clerc et écrivain judiciaire).
- 3 élus sur 17 à Tokyo (2 anciens députés et 1 nouveau) :
  - Shintarō Ishihara (candidat uniquement à la proportionnelle, ancien gouverneur de Tokyo de 1999 à 2012, ancien conseiller de la circonscription nationale de 1968 à 1972 puis député pour l'ancien 2e district de Tokyo de 1972 à 1975),
  - Hirofumi Imamura (50 ans, candidat uniquement à la proportionnelle, psychiatre) et
  - Hiroshi Yamada (54 ans, candidat également dans le 19e district de Tokyo, ex-membre successivement du Club néo-libéral, du PLD, du NPJ, du Shinshintō et du Parti de l'esprit du Japon, déjà député pour l'ancien 4e district de Tokyo de 1993 à 1996, ancien conseiller métropolitain de Tokyo de 1985 à 1993 et maire de l'arrondissement de Suginami de 1999 à 2010).
- 3 élus sur 11 dans le Hokuriku-Shin'etsu (1 ex-député, 2 nouveaux) :
  - Hiroshi Nakada (48 ans, uniquement candidat à la proportionnelle, ancien militant successivement du NPJ, du Shinshintō, du Comité des indépendants puis du Parti de l'esprit du Japon, déjà député pour l'ancien 1er district puis la nouvelle 8e circonscription de la préfecture de Kanagawa de 1993 à 2002, ancien maire de Yokohama de 2002 à 2009, candidat malheureux à l'élections à la Chambre des conseillers de 2010 dans la circonscription nationale),
  - Takahito Miyazawa (57 ans, également candidat dans le 1er district de la préfecture de Nagano, neurochirurgien) et
  - Tomoyuki Momose (29 ans, également candidat dans le 2e district de Nagano, écrivain administratif).
- 2 élus sur 6 à Shikoku (1 ex-conseiller, 1 nouveau) :
  - Fumiki Sakurauchi (jusque-là conseiller pour la proportionnelle nationale, est remplacé à la chambre haute par son suivant de liste de 2010 qui est donc membre de Votre Parti, également candidat dans le 4e district de la préfecture d'Ehime) et
  - Harata Nishioka (39 ans, également candidat dans le 2e district d'Ehime, chef d'entreprise de fourniture alimentaire, ancien assistant parlementaire).
- 2 élus sur 11 dans le Chūgoku (2 nouveaux) :
  - Hiromu Nakamaru (49 ans, également candidat dans le 3e district de la préfecture d'Hiroshima, chef d'entreprise de technologies de l'information) et
  - Daisuke Sakamoto (30 ans, également candidat dans le 7e district de Hiroshima, employé municipal d'Osaka).
- 2 élus sur 14 dans le Tōhoku (1 ex-conseiller, 1 nouveau) :
  - Shinji Oguma (jusque-là conseiller pour la proportionnelle nationale, est remplacé à la chambre haute par son suivant de liste de 2010 qui est donc membre de Votre Parti, également candidat dans le 4e district de la préfecture de Fukuoka) et
  - Toshihide Muraoka (52 ans, ancien du Parti de l'aube, également candidat dans le 3e district de la préfecture d'Akita, déjà candidat malheureux dans cette circonscription en tant qu'indépendant de l'« équipe Hiranuma » en 2005 et en 2009, de même à l'élections à la Chambre des conseillers de 2010, fils de Kanezō Muraoka qui fut député libéral-démocrate de 1972 à 1976 et de 1979 à 2003 et ministre des Postes et Télécommunications en 1989, des Transports de 1990 à 1991 et Secrétaire général du Cabinet de 1997 à 1998).
- 1 élue sur 8 à Hokkaidō (1 nouvelle) :
  - Miho Takahashi (47 ans, également candidate dans le 2e district, écrivain administratif, ancienne assistante parlementaire).

### À la suite de la scission avec les pro-Ishihara
Le 31 juillet 2014, la scission entre les partisans de Shintarō Ishihara (19 députés et 3 conseillers, pour la plupart issus de l'ancien parti de l'aube, qui fondent le 1er août 2014 le Parti des générations futures dirigé par Takeo Hiranuma) et ceux de Tōru Hashimoto pousse ces derniers à relancer une nouvelle ARJ, proche de celle des origines et se rapprochant désormais du centre de l'échiquier politique, en vue de sa fusion future (annoncée d'ici un ou deux mois) avec le Parti de l'unité. Deux députés (Yuka Hayashibara et Arata Nishioka) refusent de choisir entre les deux et siègent donc désormais comme indépendants.
À la suite de cela, ce nouvel ARJ compte 38 membres de la Diète dont :
- 32 députés :
- 6 conseillers :

## Alliances
L'ARJ de Tōru Hashimoto, portée par de bons sondages depuis sa création, affirme vouloir constituer une « troisième force » entre le PLD et le PDJ aux élections législatives du 16 décembre 2012, et négocie très tôt avec les autres petits partis de création récentes pour former une coalition. L'alliance avec le Parti de l'aube de Shintarō Ishihara est annoncée lors d'une conférence de presse commune entre ce dernier, Tōru Hashimoto et le secrétaire général de l'ARJ (ainsi que gouverneur de la préfecture d'Osaka), Ichirō Matsui, à Osaka, le 17 décembre 2012. Cette union surprend les observateurs, d'abord parce que Ishihara semblait plutôt s'orienter vers l'union avec un autre mouvement créé pour soutenir sur le plan national l'action d'un autre maire de grande-ville, le Genzei Nippon du premier magistrat de Nagoya Takashi Nakamura, un projet d'alliance qui avait été critiqué par Tōru Hashimoto. Ensuite, il est noté dans les médias les fortes divergences existant entre les deux hommes et leur mouvement, sur des points apparaissant pourtant comme les principaux thèmes de la campagne : le nucléaire (Tōru Hashimoto apparaît depuis 2010 comme l'un des plus fermes partisans d'une sortie totale et rapide, d'ici aux années 2030, alors qu'au contraire Ishihara veut plutôt soutenir l'industrie nucléaire) et l'Accord de partenariat transpacifique ou TPP (le maire d'Osaka, libre-échangiste, soutient l'adhésion du Japon aux négociations sur ce partenariat commercial de la zone Asie-Pacifique, alors que l'ancien gouverneur de Tokyo, suivant une position assez répandue parmi les conservateurs japonais, s'y oppose par crainte que cela ne déstabilise l'agriculture nippone). Un compromis a dû être trouvé : le jour de la fusion, il est décidé que cette nouvelle ARJ défendrait la poursuite des négociations pour rejoindre l'Accord de partenariat transpacifique tout en restant vigilant à préserver « l'intérêt national », et d'un autre côté l'objectif clairement annoncé et daté d'une sortie du nucléaire est abandonné au profit d'un projet de dérégulation du secteur de l'énergie. Les points d'accord entre ces deux hommes restent une certaine forme de populisme, le style (passant par une communication directe, voire offensive, concernant la politique étrangère ou l'idée de nation) et la défense de réformes structurelles de type libérales axées sur la critique de l'administration nationale et sur la promotion d'une profonde décentralisation.
L'ARJ entame également des négociations pour éviter au maximum des candidatures concurrentes avec Votre Parti, puis lui propose de fusionner le 23 novembre 2012.
En janvier 2014, des discussions avec le Yui no To (le Parti de l'unité), issu d'une scission de Votre Parti, provoquent des dissensions entre les ailes de Tokyo et d'Osaka de l'ARJ, notamment à propos de la politique nucléaire et de la nécessité d'une révision de la constitution. La démission en février 2014 de Tōru Hashimoto à la mairie d'Osaka et sa candidature à sa propre réélection (qui est obtenue le 23 mars 2014) ont ralenti les négociations entre partis. Finalement, cette question provoque la scission avec les partisans de Shintarō Ishihara, opposés à cette fusion, annoncée le 28 mai 2014 et officialisée le 31 juillet 2014.

## Autres élections
Le 29 septembre 2013, Katsutoshi Nishibayashi, le candidat d'Osaka Ishin no Kai, a perdu l'élection à la mairie de Sakai face au maire sortant, Osami Takeyama. Cet échec électoral, le premier du parti dans la préfecture d'Osaka, représente un obstacle pour les projets de grande métropole d'Osaka de Tōru Hashimoto.
Alors que Shintarō Ishihara appuie la candidature de Toshio Tamogami à l'élection du gouverneur de Tokyo le 9 février 2014, le parti n'a pas donné de consigne de vote.

## Parlement préfectoral d'Osaka
Le 16 décembre 2013, Osaka Ishin no Kai a perdu la majorité que le parti avait depuis avril 2011 au Parlement préfectoral d'Osaka après avoir expulsé quatre de ses membres qui n'avaient pas suivi la consigne de vote du parti et voté contre la vente au fonds d'investissement Lone Star Funds des actions possédées par la préfecture d'Osaka dans la compagnie ferroviaire Semboku Rapid Railway.